# Kassatorische Entscheidung
Eine kassatorische Entscheidung (von frz. casser‚ kaputt machen, zerstören), oder kurz Kassation, ist eine aufhebende Rechtsmittelentscheidung, nach der die Sache zur neuen Entscheidung an die Vorinstanz zurückverwiesen wird. Im Unterschied dazu ergeht bei einer reformatorischen Entscheidung eine neue Sachentscheidung durch die Rechtsmittelinstanz selbst.
Gerichte, die nur eine kassatorische Befugnis haben, werden Kassationsgerichte genannt.

## Deutschland
Im deutschen Prozessrecht gibt es kein als Kassation bezeichnetes Rechtsmittel. Am ehesten entspricht die Revision dem, was in anderen Staaten als Kassation bezeichnet wird. Allerdings besteht in Deutschland die Möglichkeit, dass das Revisionsgericht das Urteil des unteren Gerichts aufhebt und dann sofort selbst entscheidet, anstatt (was häufiger geschieht) die Sache an das untere Gericht zurückzuverweisen. Diese Möglichkeit besteht in mehreren  Gerichtsbarkeiten.

## Österreich
Im Zivil- und im Strafverfahrensrecht entscheidet z. B. bei einer Berufung das Rechtsmittelgericht kassatorisch im Falle von Verfahrensfehlern (Nichtigkeitsgründe und sonstige Verfahrensmängel) und reformatorisch im Fall von Entscheidungsfehlern (unrichtige Sachverhaltsfeststellung, unrichtige rechtliche Beurteilung).
Der Verwaltungsgerichtshof ist bei Bescheidbeschwerden seit dem 1. Juli 2012 nicht mehr auf kassatorische Entscheidungen beschränkt, sondern kann im Interesse der Prozessökonomie auch in der Sache selbst entscheiden. Nach Ansicht des Verfassungsgerichtshofs sind die Verwaltungsgerichte gem. § 28 VwGVG grundsätzlich zu einer reformatorischen Entscheidung verpflichtet.

## Schweiz
In der bundesgerichtlichen Zivilrechtsprechung sind bei der Wahl zwischen den beiden Entscheidarten «reformatorisch» oder «kassatorisch» vielfach verfahrensökonomische Gesichtspunkte wegleitend. Den Ausschlag erhält dabei meist der reformatorische Entscheid, einhergehend mit einer Negierung der Kassation.
Bei einem Zivilprozess ist die Berufung (Art. 308ff ZPO) immer reformatorisch (BSK Art 310 ZPO Rz 5), wobei die Beschwerde (Art. 319ff ZPO) reformatorisch oder kassatorisch (BSK Art. 327 ZPO Rz 12) sein kann.

## Frankreich
Der Kassationshof ist das höchste Gericht der ordentlichen Gerichtsbarkeit der Französischen Republik.

## Italien
Die zuständige Instanz in Italien ist der oberste Kassationsgerichtshof.